# 香港政治制度
香港政治制度是指由1842年開始大不列顛及北愛爾蘭聯合王國統治下殖民地時期和1997年主權移交中華人民共和國後的香港政治，貫切其中的最大特色是殖民地時代創立的行政主導制：香港總督由英國委任，身兼政府首長、駐軍統帥、（實際上只是咨詢機構的）立法機關主席，是英國君主在香港的全權代表，掌控行政權、立法權、軍隊統帥權，唯獨需派人擔任法官。
第二次世界大戰後，英屬香港政府為爭取民心，試圖組織民選議會，但周恩来担心香港成为如新加坡一样有自治權的自治领（Dominion）反对而作罷，原先的議會被降格為打點市容的市政局。到殖民地時代末期，香港立法局部分議員是由間接民選產生，但只負責被動蓋章和進諌。
1997年，香港主權移交中国後，香港實行一國兩制、港人治港、高度自治，《香港特別行政區基本法》是其憲制性文件，而政制的其中一部份是香港政治委任制度。
殖民地建立初期，香港政制全由英國人發展及管理，後來漸有本地華人參與。香港的主權歸屬問題在20世紀末受到國際關注，中國和英國經過近20年磋商，最後在1984年簽定《中英聯合聲明》，決定於1997年進行主權移交，結束香港一百五十多年的殖民地歷史。
主權移交後，香港成為中華人民共和國的特別行政區，以一國兩制形式平衡兩地之間政治、經濟和社會上的差異。主權移交後的政治爭議，多數涉及在憲制性文件《基本法》的架構下，香港民主發展的方案和步伐。中國共產黨領導的中華人民共和國政府稱對香港擁有全面管治權。2021年3月，第十三屆全國人大四次會議通過《關於完善香港特別行政區選舉制度的決定》，香港選舉制度發生極大改變，部分人認為一國兩制正式邁向一國一制。

## 殖民地時期
香港原属广东的一部分，滿清時期屬新安縣管辖。自1842年起，清政府於鴉片戰爭戰敗後被逼與英國先後簽署《南京條約》、《北京條約》把香港島及九龍半島的統治權永久割讓和授予英國，1898年更簽署《展拓香港界址專條》把新界租給英國，為期99年。
香港殖民地成立後，其政治制度主要根據《英皇制誥》和《皇室訓令》兩份文件建立。開埠初期至八十年代初港督的權力很大，是英國皇室在香港的全權代理人。港督之下有行政局和立法局：行政局是協助港督決策的機構，所有重要決策均由港督會同行政局作出；立法局名曰立法，但其實只是港督的諮詢機構，因所有立法局議員都是由政府委任，所以政府在立法時有絕對的控制權。由於當時港督有權力去委任行政局及立法局的議員以及法官，加上港督也是行政局及立法局的當然主席，因此港督以政府首長之名控制行政、立法及司法權力，並非三權分立。到殖民時代後期，港督只保留政府首長一職；立法會主席由間接民選產生的議員選出；但首席大法官依然由港督委任。此制度基本上於香港主權移交後依然保留。
早期香港政治制度由英國人全權控制，到了1884年，首位華人（伍廷芳）被委任為立法局議員；至1926年，首位華人（周壽臣）被委任為行政局議員。
在太平洋戰爭中，英、華共同抗日而產生出本土歸屬感。香港重光後，總督楊慕琦於1946年5日為爭取香港市民對英國殖民統治的支持；同時洗擦統治不善令殖民地淪陷的恥辱，楊慕琦於同年8月28日發表一份政治制度改革方案，史稱《楊慕琦計劃》。計劃內容主要是建立一個由民選議員組成的香港議會，但由於英國內部擔心此舉將會選出親中反英的議會，故計劃並未得到廣泛認同。1949年，中國大陸政治局勢的變化，促使計劃的擱置。計劃中的正常議會被逼降格為打點市容的市政局。
1960年代，香港的市政議會：市政局首次實行選舉，讓合資格的選民選出代表他們的議員，參與決定市政政策，但由於選民資格具一定門檻，一般大眾沒有選舉權。
1970年代，前港督麥理浩推出在香港推行代議政制的概念，讓市民有參政的權利。另一方面，英國政府的殖民地部也開始逐漸放寬對香港的控制，使香港政府有著更大的權力，例如政府財政自主、港元匯率自主等。殖民地的權力接近主權國家。
1982年9月，英國首相戴卓爾夫人訪京，香港前途談判正式展開。由於英國不想放棄統治香港，而中國則堅持收回主權，故雙方最初的談判非常激烈。英方堅持與清朝簽訂的條約有效，故香港島與九龍半島的主權屬於英國；中方則堅持不承認不平等條約。英方後來讓步，提出主權換治權，即英方承認中方擁有香港主權，換取中方讓英方在1997年後繼續管治香港。最後，英方讓步，承認中方擁有香港主權，並承諾在1997年後結束在港的統治。經過22輪的談判，中國國務院總理趙紫陽和英國首相戴卓爾夫人作為中英雙方代表在1984年12月簽定了《中華人民共和國政府和大不列顛及北愛爾蘭聯合王國政府關於香港問題的聯合聲明》（簡稱《中英聯合聲明》）。
1982年，香港正式推行代議政制，成立區議會。1985年，區域市政局成立，實行類似市政局的選舉制度。同年9月，立法局開始進行間選。
1991年，立法局開始有地區直選的議席。亦有人認為1980年代英國政府知道有可能要將香港交還中國，才開始在立法局中引入直選。到了1992年，最後一任港督彭定康推出政改方案，大幅增加立法局的直選議席。1995年殖民地最後一屆立法局選舉，有20個地區直選議席，是最多的一屆；另有功能組別30席，由選舉委員會選出的10席；官守和委任議席全部取消。中国对此不滿，使得之后「直通車」被取消，臨時立法會等事件。當中的「直通車」安排是指最後一屆所有民選議員任期跨越1997年6月30日至任期完畢。

## 憲制文件
《香港基本法》，由中華人民共和國全國人民代表大會於1990年4月4日通過，由時任中國國家主席楊尚昆簽署主席令頒布。《基本法》規定了香港的政治體制，行政、立法及司法部門的職權和組成方法，被稱為香港的小憲法。

## 政治體制
香港在1997年主權移交後的政治體制曾經被認為是三權分立，但設計成行政部門對立法部門的制衡力較大（所謂行政主導），例如根據《基本法》第七十四條，立法會議員在提出涉及政府政策的議案時，須先得到行政長官的書面同意，這些限制在主權移交之前是沒有的，亦是造成“立法會有票無權、政府有權無票”的主因。至於司法部門則相對較為獨立。
2020年8月31日，時任教育局局長楊潤雄於宣佈全香港學校下月復課的記者會上，回應有通識科教科書出版社，接受當局諮詢計劃後，刪走書上有關香港實行三權分立的內容時，表示香港無論主權移交前及移交後，都沒有三權分立制度，此點需要在教科書上說出。翌日，行政長官林鄭月娥於記者會上公開表示完全支持楊潤雄的說法，指香港無三權分立。強調行政、立法和司法機關互相配合和制衡，但都是要經行政長官向中央負責。形容香港的三權關係是各司其職，希望可以互相配合。

### 行政長官
行政長官是香港特別行政區的首長，代表香港特別行政區，同時是香港的行政部門首長。行政長官由選舉委員提名，選舉委員會選出，國務院總理任命。現任為李家超（2022年7月1日宣誓就任）。

#### 行政會議
行政會議，在香港主權移交前名為行政局，是協助行政長官決策的最高官方機構，但不論如何決策的權力還是在行政長官身上，類似智囊團，現由14個正式成員及15個非正式成員組成。

### 行政機構
香港特別行政區政府是香港的行政機關，擁有香港特別行政區的行政權。首長是香港特別行政區行政長官，由政府總部轄下的十三個決策局及57個部門，以及律政司和數個獨立政府部門組成。

### 立法機構
香港立法會是香港的立法機關，擁有香港特別行政區的立法權。每四年改選一次。
自第2022年起立法會共有90名議席，其中20席經地區直選產生，30席經功能組別選舉產生，其餘40席由選舉委員會界別選舉產生。主席由互選產生，現任為梁君彥。
選舉權
- 《基本法》第二十六條：「香港特別行政區永久性居民依法享有選舉權和被選舉權。」
- 地區直接選舉：18歲以上，在香港出生或居住超過7年的人士並通常居於香港。
- 功能組別選舉：約200,000個團體選民或個人選民（佔少數）。

### 司法機構
香港的司法機構由香港的各級法院組成，負責香港的司法工作，聆訊一切刑事及民事訴訟，獨立於行政及立法機構。最高上訴法院是香港終審法院。香港司法機構的首長是終審法院首席法官，現任為張舉能。
法律體系：香港沿用源于英格蘭的普通法（Common Law）體系。

## 地區行政
香港共分為18個行政區域，大部份政府行政部門均在各區設有辦事處，以地區為行政單位。區議會是每區民選的議會，負責就區內事務向政府提供意見，但沒有立法權，因香港並沒有地區性的法律。時任行政長官曾蔭權於2005年10月任內首份施政報告內宣佈將會增加區議會的權力，讓他們負責管理地區性的文娛康樂設施，如圖書館、大會堂、游泳池等。
在這之前，包括文化、康樂、公共衞生、食肆牌照管理等市政服務由同樣是民選的市政局和區域市政局負責。因前行政長官董建華推行市政服務改革，兩個市政局於2000年1月1日解散，服務由政府接手。

## 1997年後政治背景及現況
1997年7月1日，香港的主權正式移交至中華人民共和國，從而結束香港長達150多年的英國殖民統治，成為中國主權下的一個特別行政區。根據1984年中英雙方簽署的中英聯合聲明，1997年後的香港除了國防和外交以外，享有高度自治權。根據香港的憲制性文件《基本法》所規定，香港在主權移交後的50年內享有獨立的政治、經濟、司法及生活，並可以繼續以「中國香港」的名義參與國際事務及與其他國家簽訂協議。

### 行政長官
第一任行政長官董建華由1997年7月1日起履新，他由400位經中國政府指定的選舉團成員選出。2002年他在沒有對手挑戰的情況下，獲得全體選舉委員會支持連任，原來任期直至2007年6月30日為止（《香港基本法》規定行政長官只能連任一次），但他於2005年3月以健康為由辭職，同時獲選為中國人民政治協商會議全國委員會副主席。其職位由原政務司司長曾蔭權署任，直到2005年6月2日，中國中央政府同意曾蔭權辭任政務司司長，以準備參與7月的特首選舉，並由財政司司長唐英年署任行政長官直至曾蔭權當選為止。在沒有對手挑戰的情況下，6月21日曾蔭權獲任命為行政長官，即日就任，6月24日赴京正式宣誓就職。

### 立法會
根據《香港基本法》，2007年以前香港立法會由直選議員和間選議員組成。在特區成立後的第一屆立法會選舉中, 20名議員是由地區直選通過普選產生。而間選議員中, 分別有30人經功能團體及個人選出和再有10人經800人所組成的選舉委員會選出。之後, 在第二屆立法會選舉中，有24名議員是經由地區直選通過普選所產生，而間選議員中，30人是經功能（職業）團體及個人選舉產生，另外6人經選舉委員會選出。2004年、2008年的選舉中，選舉委員會所產生的6席被取消，由地區直選取代。由於有投票權選舉間選議員的人士，同時可選出直選議員，因此被批評選舉不公正，不夠民主。
根據中英雙方最初的協定，最後一屆立法局應根據基本法選出，並可過渡成為香港特區政府第一屆立法會。1992年上任的最後一任港督彭定康擴大功能組別的定義，變相令差不多全香港的市民成為新九組的合資格選民。中國政府強烈反對彭定康的政改方案，指斥違反基本法，於是剎停「直通車」，成立臨時立法會取代立法局。第一屆特區立法會在1998年才選出。
2005年，中國全國人民代表大會常務委員會主動解釋《香港基本法》第45條，稱香港任何政治制度的改革都必須由非民選的行政長官提案並得到中國人大常委會的同意才能實行，等於間接否決香港於2007年和2008年實行行政長官和立法會普選。
根據香港基本法，政府所提出之草案只須立法會全體議員過半數贊成便獲通過，但立法會議員所提出之草案必須經直選和間選兩組議員分組投票，兩組均過半數贊成才獲通過。親北京勢力自主權移交後控制了間選的大部分議席，而直選所採用的比例代表制使部分直選議席也落入親北京人士中，故政府法案往往較議員草案易獲通過。所以，立法會被在地區直選得票及議席過半的泛民主派（有稱爲“反對派”）視為難以制衡政府行政權力，但非建制陣營都積極參加每屆立法會的選舉，希望奪得立法會的控制權。
最近一次立法會選舉為2021年香港第七次立法會選舉。根據香港基本法, 香港特別行政區立法會議員90人(第七屆增額20席)，其組合成份如下:
| 屆別   | 功能團體選舉 | 選舉委員會選舉 | 分區直接選舉 |
| ------ | ------------ | -------------- | ------------ |
| 第一屆 | 30人         | 10人           | 20人         |
| 第二屆 | 30人         | 6人            | 24人         |
| 第三屆 | 30人         | ---            | 30人         |
| 第四屆 | 30人         | ---            | 30人         |
| 第五屆 | 35人         | ---            | 35人         |
| 第六屆 | 35人         | ---            | 35人         |
| 第七屆 | 30人         | 40人           | 20人         |

2007年以後香港特別行政區立法會的產生辦法尚待決定，第四屆選舉沿用了第三屆的做法。
1998年及2000年的選舉被親政府陣營描述為公開、公平以及具代表性。但親民主陣營則描述為不公平，因為有些人擁有比其他人更多的投票權。在此兩次選舉中，親政府人士贏取了大部份的間選議席（事實上，有三分之一的間選議員是功能團體協調出來，沒有經過選舉投票），民主派人士以及無黨派人士則贏取了大部份的直選議席。

### 高官問責制
前特首董建華於任內大幅改組政府架構，於2002年7月1日推行主要官員問責制。公務員隊伍至今仍保持其一貫政治中立。高級公務員（常任秘書長、署長及處長等）仍備受政治壓力，經常要到立法會推銷及解釋政策，並接受議員質詢。
2007年10月17日特區政府發表《進一步發展政治委任制度報告書》，設立副局長及政治助理等政治委任職位，協助局長處理政治事務。建議於立法會通過，並於2008年進行委任。

### 地區政治
香港的地區政治於香港特首董建華任內亦受到特區政府的壓制。首先是政府在十八區的區議會中插入大量委任議員。其後在1999年政府以市政服務混亂及架床疊屋為由，解散了市政局及區域市政局，把三層的議會架構簡化成為只有兩層的議會，並把政府內原來的對應部門市政總署及區域市政總署解散，重組成為康樂及文化事務署及食物環境衞生署，但政府沒有按照原來承諾，加強區議會的權力。2002年，時任行政長官的董建華爲了提高其施政效率，決定實施問責制，在公務員體系之外設置了直接對其負責的「三司十一局」問責官員。曾經有公務員批評這種措施一度使公務員隊伍的士氣受到影響。

## 主權移交後的政治議題

### 居港權爭議
1997年7月10日，臨時立法會通過《1997年入境（修訂）（第5號）條例》，被指內容与《基本法》不符並引發訴訟。1999年1月29日，香港終審法院對〈吳嘉玲案〉的判決引緩《基本法》作出合憲性審查，確定該修訂條例違憲。同年5月，特區政府指終審法院的判決將引致未來10年有167萬人可從中國大陸移居到香港，為社會帶來沉重的人口壓力、拖慢香港發展以知識型經濟為本的轉型和令香港的生活質素倒退。政府指出未來10年需要額外興建數目龐大的學校、公屋和醫院等基建設施和負擔福利開支，涉及額外7100億港幣財政預算，並且每年需要額外330億作營運開支。
有法律界人士認為應透過中國全国人民代表大会修改《基本法》以平息爭議，特區政府卻選擇尋求全國人大常委會解釋香港基本法。1999年6月26日全國人大常委會對《基本法》第22條和第24條作出的解釋，在出生時父或母都未成為香港居民的人士就沒有居港權，特區政府認為此解釋使有權來香港的人數減至20萬。
雖然根據《基本法》的規定，中國人大常委會擁有《基本法》最終解釋權，但香港大律師公會認為人大釋法有損香港的法治及司法獨立。當時一批大律師（包括其後自2005年起出任律政司司長的黃仁龍）佩戴黑紗，從終審法院大樓遊行到中區政府合署，抗議人大釋法，亦有評論認為人大釋法的做法只是把當初訂立《中英聯合聲明》與《基本法》造成的責任推卸給法院。

### 香港的人權
香港市民的人權主要受《香港基本法》及《香港人權法案條例》兩方面保障。

### 基本法第23條
2003年，香港特區政府開始就《香港基本法》第23條，有關叛國、顛覆，及分裂國家等罪行進行諮詢。由於這項法例的立法時機正值香港經濟社會各方面的低潮時期，大部分香港市民感到無助和憂慮。另外，公眾對法例中將可能引進內地法例中「國家安全」的概念而感到非常不安，因爲香港市民的“國家認同”還存在分歧。由於憂慮言論自由因此受壓，與不滿自回歸後持續6年的經濟不景和SARS前後政府施政失當，特區政府和各高官的民望持續下滑。
是次在香港市民的壓力下，令特區政府尷尬地終止23條的立法進程，令中國政府十分關注；而有人覺得這損害了《中英聯合聲明》、《香港基本法》與前中國領導人鄧小平所制定的「一國兩制，高度自治」的原則。

### 行政長官任期和普選
至2003年尾，下屆行政長官的產生辦法成為新一輪政治爭拗的焦點。根據《基本法》第45條規定，行政長官的產生辦法最終會由普選產生，但並未明確的訂立具體的方案和時間表。不過，基本法附件一第七節亦說明了選舉條例可以在2007年或以後被修改。爭拗後來引發了2004年2月內地報章一系列的評論，指香港的權力中心只可由「愛國者」擔當。
中國人大常委會在2004年4月6日頒佈對基本法附件1及附件2的解釋，並明確表示在基本法的框架下修改選舉條例的建議必須得到人大的支持。2004年4月26日，中國人大常委會的解釋等於間接否決了於2007年行政長官選舉及2008年立法會選舉實行普選。
泛民主派認為中國人大常務委員會的釋法及決定嚴重的妨礙了香港的政制發展；中國人大常委會亦因未諮詢香港人便強行決定香港政制發展，而被大肆抨擊。同時，親政府陣營認為全國人大常委會的決定是順從基本法中的立法原意，符合「一國兩制」的方針，並且希望這個決定可以終結各界對於香港政制發展的爭拗。
及後，到2005年3月10日，時任行政長官董建華宣佈因病辭職，各界為下一任行政長官的任期而爭論不休。特區政府、大陸學者及親北京陣營提出下一任行政長官應該繼續董建華餘下任期，並提出基本法中有相關立法原意。而民主派及社會輿論則普遍認為下一任行政長官應該根據基本法及普通法原則所示開展新一個五年任期及要求2005年特首選舉全面普選，並指責政府強定兩年是不合理、不合法的做法。時任政制事務局局長林瑞麟則表示，若民主派向高等法院進行司法覆核，特區政府可能會尋求全国人大再度釋法，將補選的行政長官兩年任期合法化。
最後，特區政府於2005年4月6日決定提請中國人大常委會釋法，將補選的行政長官兩年任期合法化。泛民主派群起反對，並指責特區政府破壞法治。其後獨立民主派立法會議員陳偉業及一名普通市民程樂蓀於2005年4月13日向高等法院入稟就下一任行政長官任期作司法覆核，但此舉無助阻止人大釋法。2005年4月23日，人大常委會開會，並將釋法問題列入討論議程。
2005年4月27日，中國人大常委會對釋法問題進行表決，全體委員一致通過補選的行政長官任期為前任餘下的任期，為本次釋法事件一錘定音。

### 2003年及2004年的七一大遊行
特區政府不能防禦SARS，而且疫症爆發反應怠慢，導致市民對董建華政府缺乏信心；加上政府提出就香港基本法第23條立法，市民憂慮會失去言論自由。在不滿和憂慮的社會氣候下，2003年7月1日，數以十萬計的市民上街參加了第一次七一大遊行。舉辦單位最初想租用維多利亞公園（維園）的全部四個足球場做遊行起點。但其中兩個已被親中團體租用舉辦足球賽及嘉年華慶祝回歸。遊行舉辦單位民陣原先估計會有20,000人參與，最後的數字高達300,000（警方估計）或500,000（民陣估計），甚至1,000,000。普遍認為有五十萬人參加遊行，差不多是香港總人口的十分之一。遊行路線由銅鑼灣的維園，經金鐘及中環到政府總部。由於人數眾多，到晚上十時仍有遊行人士在維園出發。
2004年，另一個相似的遊行示威發生，與前一次的路線相同，都是從維多利亞公園出發，經過軒尼詩道、金鐘以及中環，到達中區政府總部。是次遊行主因，乃由於遊行人士不滿人大常委會否決在2007年及2008年分別普選行政長官和立法會；而「愛國」爭論及多名電台「名嘴」相繼封咪，亦使人憂慮言論自由受損。根據組織者估計，遊行人數達53萬，而警方給的數字是大約20萬。是次出現較低的數字，可能由於當時是有史以來最熱的7月1日，高達攝氏34度。另一個可能的原因是很多人深宵觀看2004年歐洲國家盃葡萄牙對荷蘭的比賽。與2003年的遊行相比群眾怨氣的下降，或與香港經濟開始慢慢顯出復甦的跡象以及23條立法暫被撤銷有關。
然而中國政府官員和親北京勢力卻對這年遊行口號有不少批評。其中「還政於民」特別具爭議，因為它暗示了主權移交後人民的政治權利遭剝奪，甚或人民從來就沒有享受過此權利。組織者曾考慮過更改標語，但是這引起了更多的批評，因為這被看作討好中國中央政府。組織者指示遊行者穿著白色衣服，作為民主的象徵。此外，與前一年不同，遊行在足球場八成滿後開始，結果遊行提早一個小時開始。從前一年中學習到遊行管理經驗，使2004年遊行更暢順。遊行於當日晚上八時許和平結束。

### 是否實行三權分立
2015年9月，時任香港中聯辦主任張曉明在基本法研討會上發表演講，指行政長官具有超然於行政、立法和司法三個機關之上的特殊法律地位，處於特別行政區權力運行的核心位置，在中國中央政府之下、香港特區三權之上。
2017年7月，中國官方媒體新華社發布新版「新聞報導禁用詞和慎用詞」，規定大陸媒體不得將香港和澳門政治體制是「三權分立」，必須使用「行政主導」。8月6日，《人民日報》發表署名評論文章，指出三權分立令政府未能及時應對社會經濟問題，會窒礙政府施政，更是導致西方國家「普選民主走進死胡同」。

## 政黨及壓力團體
參見：香港政黨
隨著1980年代，代議政制在香港出現，使香港的政黨政治得以萌芽，不少政黨成立以涉足香港政治；然而，香港目前的政治制度為有限的民主。香港的政治勢力大致可分為三派：爭取香港擁有更多民主的民主派，爭取香港擁有更大自治權的自決派及本土派，以及擁護香港特區政府及中共中國政府的建制派。由於建制派和民主派的分歧日益擴大，兩者之間的中間派應運而生。
政黨政治對香港政治造成一定的影響，打破了昔日香港總督的絕對行政主導。隨著民間聲音進入議會，使議會的討論更能反映普羅大眾的意見。雖然現今的香港政治制度中，行政部門仍對立法部門的制衡力較大，未能做到真正的三權分立，可是代議政制及政黨政治整體而言，仍對香港的民主進程作出一定貢獻。
2020年6月30日，第十三屆全國人大常委會通過《香港國安法》。2021年1月27日，中共中央總書記習近平聽取香港行政長官林鄭月娥述職時強調「愛國者治港」原則；同年3月，十三屆全國人大四次會議審議《全國人大完善香港選舉制度的決定》，改革香港選舉制度，落實習近平強調的「全面管治權」及「愛國者治港」管治模式。此外，部分民主派成員捲入「香港47人案」被捕。自此，香港泛民主派再沒有空間參政，也幾乎得不到營運資源。

### 主要政黨
建制派
- 傳統親共團體
  -  民主建港協進聯盟（民建聯）（主席：李慧琼）
  -  香港工會聯合會（工聯會）（會長：吳秋北）

- 激進建制派
  - 新界關注大聯盟（主席：邓镕耀）

- 工商派
  -  香港經濟民生聯盟（主席：盧偉國）
  -  新民黨（主席：葉劉淑儀）
  -  自由黨（主席：張宇人）
  -  專業動力（召集人：方國珊）

- 鄉事派
  - 創建力量（主席：陳振彬）
  - 新界社團聯會（會長：梁志祥）

民主派
- 激進民主派
  -  社會民主連線（社民連）（主席：黃浩銘）
  -  人民力量（主席：陳志全）
- 溫和民主派
  -  民主黨（主席：羅健熙）
  -  工黨（主席：郭永健）
  - 民 香港民主民生協進會（民協）（主席：楊彧)

抗爭派
- 本土派
  -  本土民主前線
  - 天 天水連線
- 自決派
  - 觀 觀塘願景

中間派
- 民生圓桌（主席：陳繼偉）
- TS 新思維（主席：狄志遠）
- 民 民主思路（召集人：湯家驊）

### 其他政治及壓力團體
本土派
- 天水圍民生關注平台
- 中大本土學社
- 勇武前綫
- 沙田社區網絡
- 埔向晴天
- 我是香港人連線
- 北區動源
- 紅磡人紅磡事
- 旺角人旺角事

民主派
- 泛民會議友好
  - 香港中學生聯盟（主席：倪筱純）
  - 保護海港協會（主席：徐嘉慎）
  - 公民起動（召集人：何秀蘭）
  - 捍衛基層住屋權益聯盟
  - 民主救港力量（召集人：曾健成）
  - 公共專業聯盟（主席：黎廣德）
  - 南方民主同盟（主席：龍緯汶）
  -  香港本土
  - 美孚家政

- 左翼民主派
  - 四五行動（發起人：梁國雄）
  - 香港專上學生聯會（學聯）
  - 前綫

- 香港親台團體
  -  港九工團聯合總會（親中華民國）（主席：李國強）
  -  神州青年服務社（親中華民國） （社長：林偉棠）

建制派
- 傳統親中共
  - 香港中華總商會（會長：霍震寰）
  - 香港中華廠商聯合會
  - 香港工業總會
  - 香港教育工作者聯會（會長：楊耀忠）
  - 港九勞工社團聯會（主席：潘兆平）
  - 西九新動力（主席：梁美芬）
- 商界
  - 公民力量（主席：潘國山）
  - 香港公民協會
  - 香港總商會（主席：周松崗）
  - 香港警察隊員佐級協會
  - 入境事務處人員協會
  - 政府人員協會
  - 公務員總工會
  - 政府紀律部隊人員總工會

## 外部連結
- 香港特區政府網頁*（页面存档备份，存于）
- 立法會網頁（页面存档备份，存于）